# بخش مرکزی شهرستان هشترود
بخش مرکزی شهرستان هشترود یکی از بخش‌های تابعه شهرستان هشترود در استان آذربایجان شرقی در شمال غربی ایران است.

## تقسیمات کشوری
- بخش مرکزی شهرستان هشترود
  - دهستان سلوک
  - دهستان علی آباد
  - دهستان آلمالو
  - دهستان کوهسار
  - دهستان چاراویماق شمالشرقی

شهرها: هشترود

## جمعیت
بنابر سرشماری مرکز آمار ایران، جمعیت بخش مرکزی شهرستان هشترود در سال ۱۳۸۵ برابر با ۴۷۳۱۴ نفر بوده است.